# Boy Scouts of America
Scouting America, è la più grande associazione scout negli Stati Uniti e la terza più grande al mondo. È stata fondata nel 1910 da William D. Boyce, Ernest Thompson Seton e Daniel Carter Beard nell'ambito del movimento scout e successivamente si è espansa anche internazionalmente. Le unità individuali sono gestite per la maggior parte da volontari, ed i professionisti sono utilizzati a livelli più alti di amministrazione.
Precedentemente conosciuta come Boy Scouts of America (BSA), ha cambiato nome l'8 febbraio 2025, diventando Scouting America in occasione dei 115 anni dalla fondazione in un rinnovamento che riflette la nuova visione di maggiore apertura che l'associazione decide di intraprendere.
| Suddivisione in branche | Suddivisione in branche | Suddivisione in branche | Suddivisione in branche                |
| Nome branca             | Traduzione              | Fascia d'età            | Motto                                  |
| ----------------------- | ----------------------- | ----------------------- | -------------------------------------- |
| Cub Scouting            | Lupetti                 | 7-10                    | Do Your Best (Fai del tuo meglio)      |
| Scouts BSA              | Esploratori             | 10-17                   | Be Prepared (Sii preparato)            |
| Venturing               | Avventurieri            | 14-20                   | Lead the Adventure (Guida l'Avventura) |
|                         |                         |                         |                                        |

## Controversie
A seguito di numerose denunce di molestie da parte di ex scout appartenenti all'associazione e delle conseguenti spese legali, nel febbraio 2020 la Boy Scouts of America ha chiesto l'amministrazione controllata (in inglese bankruptcy) in base al Chapter 11 della legge fallimentare statunitense.